# شركة الدولة (روسيا)
شركة الدولة (بالروسية: Государственная корпорация)‏ هي منظمة غير تجارية غير عضوية، وهي نوع من الكيانات القانونية في روسيا التي تم تقديمها في عام 1999 (المادة 7.1، قانون المنظمات غير الربحية). يتم إنشاء كل شركة حكومية بموجب قانون اتحادي روسي منفصل.
هذه الشركات التابعة للدولة هي غير ربحية تم إنشاؤها فقط بموجب قانون اتحادي وتختلف عن جميع المنظمات الأخرى المشار إليها في وسائل الإعلام باسم "الشركات الحكومية". ويتم تنظيمها من خلال تشريعات مخصصة.  وفقًا للقانون، فإن الشركة الحكومية مملوكة بالكامل للاتحاد الروسي مباشرة، متجاوزة الوكالة الفيدرالية لإدارة ممتلكات الدولة .
على سبيل المثال، تم استخدام في إي بي كوسيلة تمويل خارج الميزانية للمشاريع الخاصة للدولة.  ويشرف على في إي بي مجلس مكون من تسعة أعضاء يضم دميترييف وسبعة وزراء في الحكومة وممثل عن الكرملين. تم استخدام بنك فنيشيكونومبانك (في إي بي)، وهو منظمة غامضة يسيطر عليها الرئيس الروسي فلاديمير بوتين بقوة، لتمويل دورة الألعاب الأولمبية الشتوية في سوتشي وتوسيع النفوذ المالي الروسي في أوكرانيا. 

## القائمة الكاملة للشركات الحكومية
1. وكالة تأمين الودائع
2. في إي بي. الترددات اللاسلكية
3. صندوق التعاون في مجال تنمية الإسكان والخدمات المجتمعية [الإنجليزية]
4. إس سي أوليمستروي [الإنجليزية]
5. روستيخ (شركة التكنولوجيات الحكومية الروسية سابقًا - (روستيكنولوجيي)
6. روساتوم
7. روسكوزموس

## شركات الدولة السابقة
- روسنانو (أعيد تسجيلها الآن كشركة مساهمة مفتوحة )

## أنظر أيضاً
- شركة حكومية (عامة)
- أنواع الكيانات التجارية#روسيا